# Lagoa Seca
Pour les articles homonymes, voir Lagoa.
Lagoa Seca est une ville brésilienne de l'est de l'État de la Paraíba.

## Géographie
La municipalité s'étend sur 109 km2.

## Démographie
Sa population était estimée à 26 275 habitants en 2007.